# Normanton-on-Cliffe
Normanton-on-Cliffe est une paroisse civile et un village du Lincolnshire, en Angleterre.